# Institut
Ett institut (från latinets verb instituere, som betyder inrätta) är en organisation som är inrättad för ett visst ändamål och inom rättsområdet ett vitt använt begrepp för juridiskt konstruerade förhållanden eller företeelser.
Som begrepp för en organisation används institut främst för sådana som sysslar med forskning, utredning och/eller utbildning, exempelvis Karolinska Institutet, Sveriges Tekniska Forskningsinstitut, Institutet mot mutor eller Institutet för språk och folkminnen.